# Jaroslav Kysela
Jaroslav Kysela (znany również jako „Perex”) – czeski programista, twórca m.in. projektu ALSA –  mechanizmu obsługi dźwięku w systemie operacyjnym Linux. Jest główną osobą nadzorującą prace tegoż projektu. Aktualnie pracuje dla Red Hat. Pracuje w Czeskim Uniwersytecie technicznym w Pradze w katedrze fizyki.